# 菲律賓鬚魴鮄
菲律賓鬚魴鮄，為輻鰭魚綱鮋形目牛尾魚亞目黃魴鮄科的其中一種，分布於中西太平洋的菲律賓海域，棲息深度200-500公尺，體長可達9公分，為深海底棲性魚類，屬肉食性，生活在大陸棚及大陸坡。